# Fritz Junghans (Verwaltungsjurist)
Fritz Junghans (* 6. Januar 1901 in Lechfeld; † 11. September 1962 in München) war ein deutscher Jurist und Corpsstudent.

## Leben

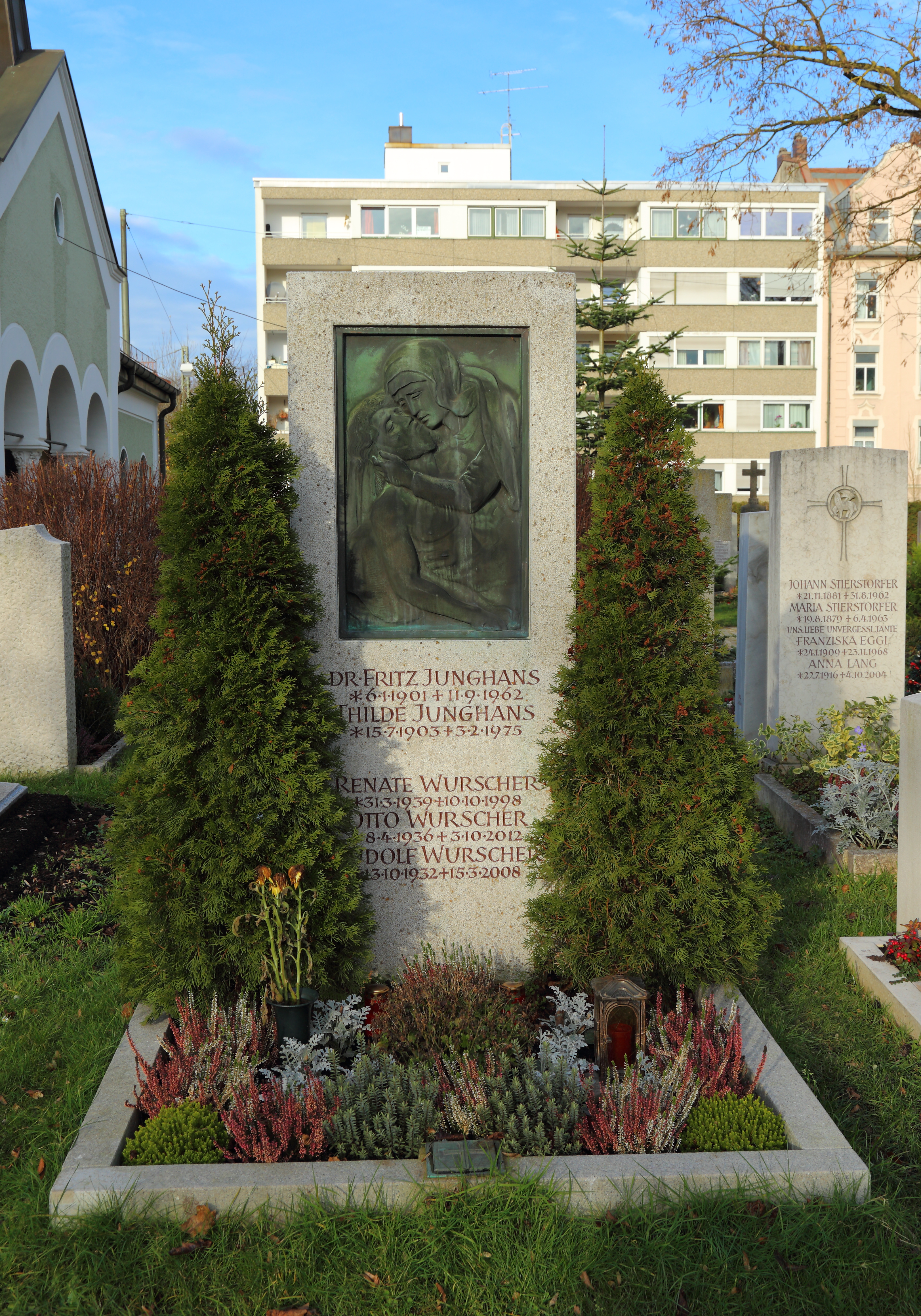
Grabstelle von Fritz Junghans auf dem Sendlinger Friedhof.

Junghans war von 1914 bis 1918 Schüler des Königlich-bayerischen Kadettenkorps. Gegen Ende des Ersten Weltkriegs gehörte er zum Bayerischen Pionierbataillon Nr. 7, danach zum Freikorps Epp mit Einsätzen in München, Hamburg und im Ruhrgebiet. Er legte 1918 am Wittelsbacher-Gymnasium in München das Abitur ab. 1920 nahm er ein Studium der Rechtswissenschaften und der Volkswirtschaftslehre auf und wurde beim Münchner Corps Germania aktiv. Er studierte auch in Würzburg, wo er 1923 in Volkswirtschaftslehre zum Dr. rer. pol. promovierte.
Seit 1925 gehörte Fritz Junghans dem Verwaltungsrat des ADAC an und leitete bis zur Gleichschaltung des ADAC dessen Sportabteilung. Seit 1933 war Junghans, eine Folge der Gleichschaltung der Verbände, Generalsekretär des DDAC. Zum 1. Mai 1933 trat er der NSDAP bei (Mitgliedsnummer 2.943.738), er war auch NSKK-Standartenführer. 1934 löste er Eugen Weighardt als Geschäftsführer der Motorwelt Wirtschafts- und Verlags-Gesellschaft (ADAC) ab. Im Jahr 1938 wurde Junghans Präsident des DDAC und blieb dies auch bis zum Kriegsende. Nach dem Zusammenbruch war ein Präsident, der unter dem Nazi-Regime einen Verband geführt hatte, als Präsident nicht mehr tragbar, und so wechselte Junghans wieder auf die Position des Generalsekretärs und Verwaltungsdirektors des ADAC, eine Tätigkeit, die erst mit seinem Tod im Jahr 1962 ihr Ende fand.
Fritz Junghans war seit 1927 verheiratet mit Thilde, geborene Killermann. Der Ehe entstammten drei Kinder. Er liegt auf dem Sendlinger Friedhof begraben.